# نبرد ریو سالادو
نبرد ریو سالادو همچنین شناخته شده به عنوان نبرد تاریفا یک نبرد میان ارتش‌های آفونسوی چهارم پادشاه پرتغال و آلفونسوی یازدهم، پادشاه کاستیا علیه ارتش‌های سلطان عبدالحسن علی از دودمان مرینیان و یوسف یکم، سلطان گرانادا بود که در ۳۰ اکتبر ۱۳۴۰ اتفاق افتاد و پرتغال و کاستیا پیروز نبرد شدند.